# ITÜ Hornets 2019
Questa voce raccoglie le informazioni riguardanti gli ITÜ Hornets nelle competizioni ufficiali della stagione 2019.

## 1. Lig 2019

### Stagione regolare
| Istanbul 6 aprile 2019, ore 17:00 | Koç Rams | 28 – 3 | ITÜ Hornets | Koç Üniversitesi Korumalı Futbol Sahası\| Arbitro: \| Karacık \| |
| Arbitro:                          | Karacık  |        |             |                                                                  |

| Bursa 21 aprile 2019 | Uludağ Timsahlar | 14 – 35 | ITÜ Hornets | Görükle İpek Spor Stadı |

| Istanbul 5 maggio 2019 | ITÜ Hornets | 27 – 6 | Gazi Warriors | ITÜ Stadion |

| Istanbul 12 maggio 2019 | ITÜ Hornets | 36 – 15 | Anadolu Rangers | ITÜ Stadion |

| Istanbul 26 maggio 2019 | ITÜ Hornets | 51 – 23 | Sakarya Tatankaları | ITÜ Stadion |

| Ankara 2 giugno 2019 | ODTÜ Falcons | 40 – 20 | ITÜ Hornets | ODTÜ Sahası |

| Istanbul 16 giugno 2019 | ITÜ Hornets | 21 – 20 | Boğaziçi Sultans | ITÜ Stadion |

### Playoff
| 29 giugno 2019 | Koç Rams | 35 – 27 | ITÜ Hornets |  |

## Statistiche di squadra
| Competizione      | %Vittorie | In casa | In casa | In casa | In casa | In casa | In casa | In trasferta | In trasferta | In trasferta | In trasferta | In trasferta | In trasferta | Totale | Totale | Totale | Totale | Totale | Totale |
| Competizione      | %Vittorie | G       | V       | N       | P       | Pf      | Ps      | G            | V            | N            | P            | Pf           | Ps           | G      | V      | N      | P      | Pf     | Ps     |
| ----------------- | --------- | ------- | ------- | ------- | ------- | ------- | ------- | ------------ | ------------ | ------------ | ------------ | ------------ | ------------ | ------ | ------ | ------ | ------ | ------ | ------ |
| Stagione regolare | .714      | 4       | 4       | 0       | 0       | 135     | 64      | 3            | 1            | 0            | 2            | 58           | 82           | 7      | 5      | 0      | 2      | 193    | 146    |
| Playoff           | .000      | 0       | 0       | 0       | 0       | 0       | 0       | 1            | 0            | 0            | 1            | 27           | 35           | 1      | 0      | 0      | 1      | 27     | 35     |
| Totale            | .625      | 4       | 4       | 0       | 0       | 135     | 64      | 4            | 1            | 0            | 3            | 85           | 117          | 8      | 5      | 0      | 3      | 220    | 181    |